# État 140-908 à 140-955
Les locomotives État 140-908 à 140-955, initialement G 4/5 H ex-Bavière sont des locomotives de la compagnie des chemins de fer de l'État acquises dans le contexte de l'armistice de 1918. Elles sont affectées à la traction des trains de marchandises.

## Histoire
Ces machines issues d'une série livrée au  chemins de fer royaux de l'État bavarois, ont été transférées en France et attribuées à la compagnie des chemins de fer de l'État. Cela après l'armistice de 1918. Elles sont immatriculées aux chemins de fer de l'État 140-908 à 140-955 à la suite des 140-901 à 140-907, série plus ancienne.
En 1935, il  reste  40 machines, 8 sont déjà réformées, puis 14 unités le sont à Achères en 1938.
En 1938, lors de la création de la SNCF, elles deviennent les 3-140 D entre 308 et 352 .
Durant la seconde guerre mondiale, la série restante (24 unités) est envoyée par l'occupant en Allemagne à partir de 1940. Après 1945 et la victoire des alliés, toutes les machines sont rapatriées à Reding(19 unités). Aucune locomotive n'est remise en service en France et toutes sont radiées en 1947. Les locomotives restées derrière le rideau de fer (5 unités) sont intégrées à la Deutsche Reichsbahn.

## Affectation
Les machines sont affectées à la ligne du Mans à Mézidon et aux dépôts du Mans et de Mézidon pour effectuer la traction des trains de marchandises.
Elles sont également affectées au dépôt de Nantes Sainte-Anne et La Roche-sur-Yon.

## Caractéristiques
longueur hors tampons:18,25 m
empattement:  7,30 m
poids à vide: 69 t
poids du tender: 48 t
capacité en eau du tender: 20 200 litres
capacité en charbon du tender: 7 t
diamètre des roues motrices: 1,30 m
diamètre des roues du bissel: 0,80 m
diamètre et course des cylindres hp: 400 × 620 mm
diamètre et course des cylindres bp: 610 × 640 mm
surface de grille: 3,3 m2
surface de chauffe : 178 m2
surface de surchauffe : 58 m2
diamètre des tubes: 52 mm
longueur des tubes: 4,45 m
pression dans la chaudière: 16 kg/cm2
vitesse maximum:50 km/h